# Mahindra & Mahindra
Mahindra & Mahindra Limited eller Mahindra & Mahindra er en forskelligartet køretøjsfabrikant og flagskibet i Mahindra-koncernen, et multinationalt konglomerat med hovedsæde i Mumbai, Indien. Virksomheden blev etableret i 1945 i Ludhiana som Mahindra & Mohammed af brødrene K.C. Mahindra, J.C. Mahindra og Malik Ghulam Mohammed. Efter Indien blev uafhængigt og Pakistan blev skabt, emigrerede Mohammed til Pakistan, hvor han blev landets første finansminister. Virksomheden ændrede så sit navn til Mahindra & Mahindra i 1948.

## Historie
Mahindra & Mahindra startede som en stålhandelsvirksomhed i 1945. Snart udvidede virksomheden med fremstilling af forskelligartede køretøjer. Bl.a. den ikoniske Willys Jeep fremstillet på licens i Indien. Siden hen med fabrikation af varevogne og traktorer og biler. Senest har virksomheden udvidet med opkøb af den Sydkoreanske bilfabrikant SsangYong Motor Company.